# Хари Кейн
Хари Едуард Кейн (на английски: Harry Edward Kane) е английски футболист, нападател на Байерн Мюнхен и националния отбор на Англия, минал през всички юношески и младежки национални селекции. Голмайстор на Висшата лига за сезони 2015/16 и 2016/17, в Бундеслигата през сезон 2023/2024 и на Световното първенство в Русия през 2018 г.

## Кариера
Играе за детските формации на Арсенал, преди да премине в академията на Тотнъм. През сезон 2009/10 отбелязва 18 гола в 22 мача за отбора на Тотнъм до 18-годишна възраст. Повикан е и в групата на първия тим за няколко срещи от ФА Къп и Карлинг Къп.
На 7 януари 2011 г. преминава под наем в Лейтън Ориент. Дебютира няколко дни по-късно срещу Рочдейл, а на 22 януари отбелязва първия си гол за клуба за победата срещу Шефилд Уензди с 4–0. За Лейтън Ориент записва 18 мача и 5 попадения в Лига 1. След края на сезона Кейн се завръща в Тотнъм е записва няколко мача в Лига Европа. Дебютът му е срещу Хартс, а първият гол на Кейн с екипа на Тотнъм е срещу Шамрок Роувърс на 15 декември 2011 г.
На 2 февруари 2012 г. преподписва договора с Тотнъм до 2020 и е най-скъпо платеният футболист на отбора. В същата година Кейн и съотборникът му Райън Мейсън са привлечени под наем от Милуол. Хари става важна част от отбора, играейки на позицията „втори нападател“. Изиграва 22 мача, в които вкарва 7 гола. Привържениците на Милуол избират Хари Кейн за най-добър млад футболист на сезона. През сезон 2012/13 се завръща в Тотнъм и дебютира за „шпорите“ в Премиършип срещу Нюкасъл Юнайтед. Това остава и единственият мач на Хари за Тотнъм през сезона, след като изкарва периоди под наем в Норич Сити и Лестър. 
През сезон 2013/14 отново играе предимно в Лига Европа, а в първенството е пускан рядко като резерва. На 7 април 2014 г. записва първия си мач като титуляр за Тотнъм и записва на сметката си гол и асистенция. „Шпорите“ разгромяват Съндърланд с 5–1. Кейн отбелязва още 2 гола в следващите две срещи и до края на сезона е титуляр в състава на Спърс.
Сезон 2014/15 Кейн започва с попадения в Лига Европа срещу АЕЛ Лимасол. Нападателят е с основна заслуга за доброто представяне на Тотнъм в евротурнирите, вкарвайки 7 гола в 7 мача, включително и хеттрик срещу Астерас Триполис. Кейн окончателно успява да си спечели титулярното място след победен гол във вратата на Астън Вила през ноември 2014 г. На 1 януари 2015 Кейн вкарва 2 гола за победата над Челси. Само 5 дни по-късно Кейн отбелязва 2 гола на кръвния враг Арсенал, а головата му сметка нараства до 22 гола през сезона.
През март 2015 г. за първи път е повикан в мъжкия национален отбор на Англия. Дебютира в европейската квалификация с Литва, като вкарва и гол.
През календарната 2017 г. Кейн вкарва 39 гола във Висшата лига, с което не само подобрява рекорда 36 гола на Алън Шийрър, но става голмайстор и на петте най-силни първенства в Европа и първият, който от 7 години е изпреварвал Меси и Роналдо. Той поставя още 2 рекорда – най-добър реализатор на Тотнъм в историята на Висшата лига и първият футболист с 6 хеттрика в английското първенство в една година. До юни 2018 г. заплатата му е 110 000 паунда, след което подновява договора с Тотнъм. 
На 15 юли 2018 г. Хари Кейн става голмайстор на Световното първенство по футбол в Русия с 6 гола.
През януари 2019 г. Кейн е на 4-то място сред голмайсторите в цялата история на Тотнъм. 
През сезон 2018/19 Кейн е голмайстор на Тотнъм във всички турнири с 24 гола. Поради контузия пропуска част от сезона, но се завръща за финала в Шампионската Лига срещу Ливърпул, в който Тотнъм губи с 2-0. През юни 2020 г. Хари Кейн изиграва своя мач номер 200 в Премиър лига, в който отбелязва гол при победата с 2-0 срещу Уест Хем. 
На 5 февруари 2023 г. при победата с 1:0 над Манчестър Сити Хари Кейн вкарва своя гол номер 267 и става играчът с най-много отбелязани голове в история на Тотнъм.  
В същата година на 23 март, Кейн поставя нов рекорд с гола си от дузпа при победата на английският национален отбор в квалификационната среща за Евро 2024 срещу Италия с 2-1. Това е неговият 54-ти гол за Англия, с който надминава Уейн Руни и така Хари Кейн става играчът с най-много голове за трите лъва. Кейн успява да постигне този рекорд с 39 мача по-малко от Руни.  
На 11 август 2023 г. подписва  четиригодишен договор с немския Байерн Мюнхен.